# سامیت‌ویل (اوهایو)
سامیت‌ویل (به انگلیسی: Summitville) یک روستا در ایالات متحده آمریکا است که در شهرستان کلمبیانا، اوهایو واقع شده‌است. سامیت‌ویل ۲٫۴۶ کیلومتر مربع مساحت و ۱۳۵ نفر جمعیت دارد و ۳۳۸ متر بالاتر از سطح دریا واقع شده‌است.